# Suillus grevillei
Suillus grevillei (Klotzsch) Singer, Farlowia 2: 259 (1945).
Il Suillus grevillei, noto anche come Boletus/Suillus elegans o popolarmente laricino unitamente ad altre specie del suo genere, è un fungo edule appartenente alla famiglia delle Suillaceae.

## Descrizione della specie

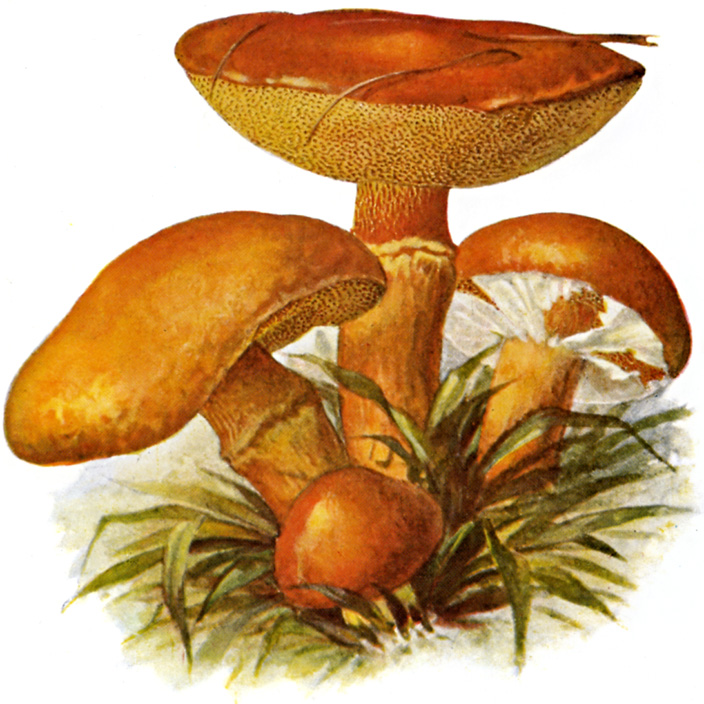
Illustrazione di S. grevillei

Cappello 
Fino a 15 cm di diametro, convesso 
marginesottile, involuto, regolare
cuticolaviscida, liscia, asportabile, molto variabile il colore, dal giallo, al rosso oppure bruno.
 Pori 
Piccoli, gialli, da giovane ricoperti da un sottile velo che poi diventa l'anello.
 Tubuli 
Lunghi fino a 10 mm, adnati o un po' decorrenti, gialli.
 Gambo ed Anello 
Fino a 2 cm di diametro, cilindrico, sodo, pieno, a volte ricurvo, di colore giallo - giallo sporco, provvisto di anello giallo oppure biancastro.
 Carne 
Gialla, soda, poi molle e poco consistente.
Odore: gradevole, fungino.

Sapore: mediocre; gradevole se cucinato in maniera adeguata.
 Spore 
7,7-9 x 3,2-3,8 µm, ellissoidali, color nocciola in massa.

## Habitat
Estate-autunno, fungo molto comune in Trentino, cresce prevalentemente sotto larici (in Italia il larice comune), di cui è simbionte ideale.

## Commestibilità
Commestibilità buona solo se si consumano esemplari giovani, altrimenti mediocre oppure pessima.
Come per tutte le specie del genere Suillus, si consiglia di asportare la cuticola dal cappello, in quanto può risultare indigesta.
Per una migliore resa gastronomica, i carpofori devono essere perfettamente integri e non bisogna consumare esemplari precedentemente surgelati.
Da notare che in alcuni casi può dare dei disturbi intestinali di lieve entità.

## Specie simili
Può essere confuso con:
- Suillus bresadolae, anch'esso simbionte del Larice e dalla stessa variabilità cromatica, che però ha pori più larghi e con sfumature grigiastre.

## Sinonimi e binomi obsoleti
- Boletinus grevillei (Klotzsch) Pomerl., Naturaliste Can. 107: 303 (1980)
- Boletopsis elegans (Schumach.) Henn., Die Natürlichen Pflanzenfamilien nebst ihren Gattungen und wichtigeren Arrten insbesondere den Nutzpflanzen: I. Tl., 1. Abt.: Fungi (Eumycetes): 195 (1900)
- Boletus annularius Bolton, Arq. Univ. Fed. Rural Rio de J.: 169 (1791)
- Boletus elegans Schumach., Enum. pl. (Kjbenhavn) 2: 374 (1803)
- Boletus grevillei Klotzsch, Linnaea 7: 198 (1832)
- Ixocomus elegans f. badius Singer, Revue Mycol., Paris 3: 40 (1938)
- Ixocomus flavus var. elegans (Schumach.) Quél., Flore mycologique de la France et des pays limitrophes (Paris): 415 (1888)
- Ixocomus grevillei (Klotzsch) Vassilkov,: 20 (1955)
- Suillus clintonianus sensu auct.; fide Checklist of Basidiomycota of Great Britain and Ireland (2005)
- Suillus elegans (Schumach.) Snell, Lloydia: 27 (1944)

## Nomi comuni
- Laricino